# Jean-Paul Solal
Jean-Paul Solal est un acteur français.

## Filmographie

### Cinéma
- 1974 : Pourvu qu'on ait l'ivresse
- 1976 : Hippopotamours : Jean-Lou
- 1976 : Un éléphant ça trompe énormément
- 1978 : L'Amant de poche : le premier gigolo
- 1978 : Comment se faire réformer
- 1978 : Freddy
- 1981 : Une étrange affaire
- 1983 : Stella : le dandy
- 1986 : Les Fantasmes de Miss Jones
- 1991 : Ma vie est un enfer : Jean-Allain
- 1997 : Un amour de sorcière : le médecin
- 1997 : Mauvais Genre : l’agent immobilier
- 2010 : Mendelssohn est sur le toit
- 2013 : Attila Marcel : M. Pineton de Chambrun
- 2020 : Mandibules : Maître Wolf
- 2023 : Yannick : un spectateur

### Télévision
- 1973 : Les Thibault : Dr Thérivier (3 épisodes)
- 1974 : Eugène Sue : un dandy
- 1975 : Christine : Carlo
- 1978-1979 : Il était un musicien : Pierre Monteux, Chausson et Schlick (3 épisodes)
- 1979 : Othello : Cassio
- 1979 : Histoires insolites
- 1979 : Mon ami Gaylord : Jérôme (1 épisode)
- 1980 : Les Quatre Cents Coups de Virginie : Gaston (1 épisode)
- 1981 : Médecins de nuit : Jacques (1 épisode)
- 1983 : Emmenez-moi au théâtre : Jean-Luc (1 épisode)
- 1984 : Le Vison voyageur : Harry McMichael
- 1985-1986 : Madame et ses flics (3 épisodes)
- 1986 : La Griffe du destin : Fabrizio (1 épisode)
- 1986 : Monte Carlo : Louis (2 épisodes)
- 1987 : Napoléon et Joséphine : Poudray (1 épisode)
- 1988 : Le Crépuscule des loups : un colonel de la Wehrmacht
- 1989 : Paire d'as : Inspecteur Doucette (3 épisodes)
- 1989 : Série noire : Rochat (1 épisode)
- 1989 : La Vie Nathalie : William
- 1990-1991 : Rintintin junior : Dalfort (7 épisodes)
- 1990-1992 : L'Étalon noir : Pierre Chastel (8 épisodes)
- 1991 : V comme vengeance : Antoine Tarsac (1 épisode)
- 1991 : Attachez vos ceintures (1 épisode)
- 1992 : Parfum de bébé
- 1993 : La Baie des fugitifs : George Hill (1 épisode)
- 1993 : Maigret : le préfet de police (1 épisode)
- 1994 : Highlander : Alphonso (2 épisodes)
- 1995-2006 : Navarro : Matas, Dr Mercier, Simon Berger et autres personnages (8 épisodes)
- 1996 : Groupe nuit : le père de Valérie (1 épisode)
- 1996 : Combat de femmes : le notaire (1 épisode)
- 1997-1999 : Maître Da Costa (2 épisodes)
- 2003 : Femmes de loi : Richard Roque-Dumont (1 épisode)
- 2003 : Frank Riva : Pierre-Alain Krintzel (1 épisode)
- 2004 : Je serai toujours près de toi : Georges
- 2005 : Julie Lescaut : Curtis (1 épisode)
- 2010 : L'Affaire Seznec : un journaliste
- 2015 : Plus belle la vie : Albert Portet (2 épisodes)

## Doublage
- 1978[1] : Le Jeu de la mort : Jim Marshall (Gig Young)
- 1996 : Le Professeur Foldingue : Harlan Hartley (James Coburn)
- 2005 : Le Boss : l'agent Peters (Miguel Ferrer)